# جاسم امیری

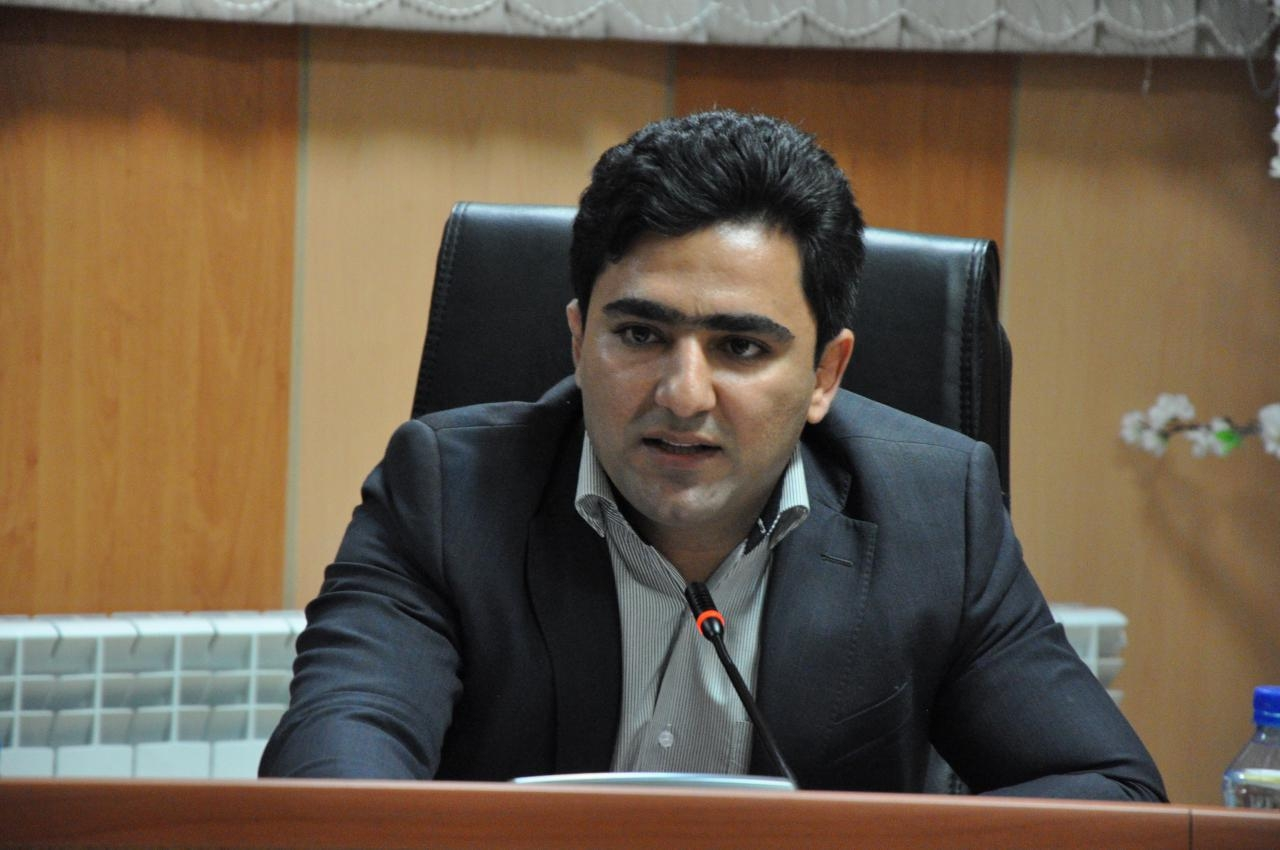
Jasem amire

جاسم امیری کشتی گیر فرنگی کار ایرانی (زادهٔ اسفند ۱۳۶۵ در پلدختر) کشتی‌گیر فرنگی‌کار که مدال نقرهٔ وزن ۵۵ کیلو در بازی‌های اسیایی 2006 دوحه قطر  و قهرمانی جوانان جهان ۲۰۰۶ را به دست آورد بعد از گذشت چند ماه به دلایل شخصی و آسیب دیدگی شدید از ناحیه کمر و پا از دنیای قهرمانی در سن ۱۹ سالگی خداحافظی کرد. وی در سال ۱۳۸۹ پس از سه سال دوری از کشتی به میدان بازگشت و صاحب مدال نقرهٔ قهرمانی دانشجویان جهان شد .

## عناوین ورزشی
- طلای ۱۳٬۱۴ ساله‌های جهان تهران_تهران ۲۰۰۲
- نقره نوجوانان آسیا تایپه_چین ۲۰۰۳
- طلای نوجوانان آسیا بیشکک_قرقیزستان ۲۰۰۴
- برنز جام سیراکوف_بلغارستان ۲۰۰۵
- نقره جام ریاست جمهوری ترکیه ۲۰۰۵
- طلای جام ناطق نوری ۲۰۰۵
- طلای جام ریاست جمهوری ترکیه ۲۰۰۶
- نقره جام پادوبنی مسکو_روسیه ۲۰۰۶
- نقره جوانان جهان گواتمالا ۲۰۰۶
- نقره بازی‌های آسیایی دوحه_قطر ۲۰۰۶
- طلای جام یادگار امام قم_ایران ۲۰۰۷
- نقره جوانان آسیا فیلیپین ۲۰۰۷
- نقره دانشجویان جهان ایتالیا ۲۰۱۰
- مربی تیم ملی نوجوانان در جهانی بوسنی ۲۰۱۵
- مربی تیم ملی جوانان در آسیایی فیلیپین ۲۰۱۶
- با اخلاق‌ترین ورزشکار سال ۱۳۸۵
- مربی تیم ملی بزرگسالان کشور سال ۱۴۰۱
- سرمربی تیم ملی نونهالان کشور سال ۱۴۰۱
- سرپرست انستیتو کشتی ایران

## تحصیلات
- کارشناس تربیت بدنی *دانشگاه تهران
- کارشناس ارشد مدیریت و برنامه‌ریزی ورزشی دانشگاه تهران
- کارشناس ارشد علوم سیاسی دانشگاه آزاد کرج
- دانشجوی دکتری مدیریت راهبردی دانشگاه تهران

## فعالیت‌های سیاسی اجتماعی
- مشاور ورزشی استاندار
- عضو شورای شهر دوره چهارم محمدشهر
- مشاور فرماندار در حوزه شوراهای کرج
- مشاور اجرایی فدراسیون بین‌المللی هنرهای رزمی

## بازی های آسیایی دوحه ۲۰۰۶
در دیدار فینال این رقابت ها در وزن 55kg جاسم امیری در برابر حریفی از چین جیاىو هوافنگ قرار گرفت که در پایان دو وقت رسمی از سوی داور امیری به عنوان فرد پیروز و برنده مدال طلا شد که اما کمیته داوران این دیدار با ناداوری رای به مبارزه در وقت طلایی دادند که در این وقت کشتیگیر چینی با نتیجه 5 بر 3 به برتری دست یافت و عنوان قهرمانی را بدست گرفت ؛
لازم به ذکر است این پیروزی حریف چینی در حالی به دست آمد که ملی پوش کشورمان وقت پایانی را با مصدومیت شدید در ناحیه پایش ادامه داد.